# 天統 (耶律留哥)
天統（1213年三月—1216年）是耶律留哥建立的东辽国政权的年号。共4年。
該年號在文獻均作元統，而在遼寧丹東九連城出土「大遼尚書吏部之印」、鳳城縣鳳山出土「克刺阿鄰猛安所之印」、寬甸縣紅石磖子出土「萌果大猛安合理本謀克之印」，均署「天統三年四月日造」，是《元史》誤「天統」為「元統」。

## 改元
- 1213年——三月，耶律留哥自立為遼王，建元天統。[5][6][7]

## 西曆紀年對照表
| 天统 | 元年   | 二年   | 三年   | 四年   |
| ---- | ------ | ------ | ------ | ------ |
| 公元 | 1213年 | 1214年 | 1215年 | 1216年 |
| 干支 | 癸酉   | 甲戌   | 乙亥   | 丙子   |

## 同期其他政权使用的年号
- 中國
  - 嘉定（1208年－1224年）：宋—宋寧宗趙擴之年號
  - 崇慶（1212年－1213年）：金—衛紹王完顏永濟之年號
  - 至寧（1213年）：金—衛紹王完顏永濟之年號
  - 貞祐（1213年－1217年）：金—金宣宗完顏珣之年號
  - 天賜（1214年）：金時期—劉永昌之年號
  - 天順（1214年）：金時期—楊安兒之年號
  - 天泰（1215年－1223年）：金時期—蒲鮮萬奴之年號
  - 興隆（1216年－1217年）：金時期—張致之年號
  - 順天（1216年）：金時期—郝定之年號
  - 光定（1211年－1223年）：西夏—夏神宗李遵頊之年號
  - 天開（1205年－1225年）：大理—段智祥之年號
- 越南
  - 建嘉（1211年－1224年）：李朝—李旵之年號
- 日本
  - 建曆（1211年－1214年）：後鳥羽上皇之年号
  - 建保（1214年－1219年）：後鳥羽上皇之年号

## 深入閱讀
- 李崇智. . 北京: 中華書局. 2004年12月. ISBN 7101025129.
- 伯顏.  (社會科學輯刊1985年第3期). 北京: 遼寧社會科學院. 1985年. ISSN 10016198.
- 景愛. . 北京: 文物出版社. 1991年8月. ISBN 7501005214.

## 參看
- 中國年號索引
- 其他政权使用的天统年号

| 前一年號： -- | 东辽年号 | 下一年號： 天威 |